# Coenotephria homophana
Coenotephria homophana är en fjärilsart som beskrevs av George Francis Hampson 1895. Coenotephria homophana ingår i släktet Coenotephria och familjen mätare. Inga underarter finns listade i Catalogue of Life.